# I Separatisti Bassi
I separatisti bassi è un album di Mauro Ottolini registrato durante un concerto dal vivo al Teatro Arrigoni nell'ambito del Jazz Festival di S.Vito al Tagliamento il 20 marzo del 2010. La foto di copertina è del fotografo Timothy Walker.

## Tracce
1. Paesi Bassi
2. Low Orbits (musica: G. Maier)
3. Bassi, Fondi (Bazzani, Mauro Ottolini)
4. Sechs Kleine Kalvierstücke op. 19, n. 1 (Arnold Schönberg)
5. Sechs Kleine Kalvierstücke op. 19, n. 2 (Arnold Schönberg)
6. Sechs Kleine Kalvierstücke op. 19, n. 3 (Arnold Schönberg)
7. Sechs Kleine Kalvierstücke op. 19, n. 4 (Arnold Schönberg)
8. Sechs Kleine Kalvierstücke op. 19, n. 5 (Arnold Schönberg)
9. Sechs Kleine Kalvierstücke op. 19, n. 6 (Arnold Schönberg)
10. Brass Separatist in Hat - P 14
11. Luigi IX's Funeral
12. Pernice Fresca (musica: A. Succi)
13. Basso mosso con Brie
14. I Separatisti Bassi
15. Let's Have Another One (musica: D. D'Agaro)
16. Pink Elephant on Parade (musica: Henry Mancini)
17. Paesi Bassi "Low Band Final Cluster"
18. "Break" (Bonus Track)

## Formazione
- Mauro Ottolini - trombone, tromba bassa, sousafono
- Achille Succi - clarinetto basso
- Massimo De Mattia - flauto basso, flauto contralto
- Franz Bazzani - pianoforte
- Giovanni Maier - contrabbasso
- Vincenzo Vasi - theremin, elettronica, voce e giocattoli
- Gianni Massarutto - armonica bassa blues
- David Brutti - sax basso, contrabbasso, baritono
- Daniele D'Agaro - sax baritono
- Mirko Sabattini - batteria e batteria preparata